# Dilophodes pavida
Dilophodes pavida là một loài bướm đêm trong họ Geometridae.